# Drillrap
Drillrap (drill of drillmuziek, Engels: drill rap of drill music) is een stijl van trapmuziek die begin jaren 2010 in de South Side van Chicago is ontstaan. De stijl wordt gedefinieerd door donkere, gewelddadige, nihilistische teksten en onheilspellende, door trap beïnvloede beats. Drillrap is donkerder en monotoner dan rap en verheerlijkt geweld.
De muziekscene rond dit genre werd vanaf het begin in verband gebracht met de onderwereld in Chicago. Na de populariteit van de muziekscene in Chicago en in andere Amerikaanse steden breidde het zich uit naar Londen, en rond 2018 ook naar Amsterdam en iets later ook naar België, vooral in Antwerpen. De drillscene wordt doorgaans ook gerelateerd aan straatgeweld en bendeoorlogen.

## Betekenis
"Drill" is een woord uit Engelstalige straattaal en betekent zoveel als "vechten" of "wraak nemen". De term kan gebruikt worden voor uiteenlopende onderwerpen als opmaken voor het uitgaan tot bendeoorlogen. In die zin is de betekenis van het woord volgens Moonie van L.E.P. Bogus Boys analoog aan hype. De rapper Pac Man wordt beschouwd als de bedenker van de stijl en hij was de eerste die de term gebruikte.

## Kenmerken
Vanaf 2012 ontstond in Londen een vergelijkbaar genre, met name in de districten Brixton en Peckham. Dit genre werd eerst UK Grime genoemd, later evolueerde dit naar UK drill. Het geluid van UK Grime was niet hetzelfde als het geluid van Chicago Drill, maar tekstueel waren er veel overeenkomsten. De Britse Grime heeft invloed gehad op de totstandkoming van andere regionale scenes, zoals de Australische, Ierse en New Yorkse drill. Het heeft ook directe invloed geuit op de Nederlandse drillscene en sinds 2020 ook de Franse en Spaanse drillscene. De teksten van drill zijn vaak gewelddadig en ruw. In The Guardian zei Lucy Stehlik dat de nihilistische drill het "echte leven" laat zien: "(...) nihilistic drill reflects real life where its squeaky-clean hip-hop counterparts have failed." Drillteksten staan in schril contrast met de thematiek van eerdere Chicagorappers en hedendaagse mainstream hiphop, die ten tijde van de opkomst van drill de neiging hadden om rijkdom te verheerlijken en te vieren.
Drillrappers zijn meestal jong; veel prominente muzikanten in de scene begonnen al in hun tienerjaren aandacht te krijgen. Een van de prominentste rappers van het genre, Chief Keef, was zeventien toen hij een platencontract van meerdere miljoenen dollars tekende bij Interscope. Lil Wayne ging een samenwerking aan met de 13-jarige driller Lil Mouse toen hij een remix van Lil Mouse's Get smoked opnam voor zijn mixtape Dedication 4.
Volgens David Drake van Complex wordt drill niet gedefinieerd door een bepaalde stijl van muziekproductie, maar door de cultuur: "Instead, "drill" is about the entirety of the culture: the lingo, the dances, the mentality, and the music, much of which originated in the Woodlawn neighborhood of Dro City."
Vrouwelijke artiesten maken vanaf het begin deel uit van de muziekscene. Volgens Miles Raymer van Pitchfork rappen ze vanuit een ander perspectief over dezelfde onderwerpen: "(...) the main difference between Sasha and Katie and their male equivalents was that instead of rapping about being a "hitta"-- the local term for an ass-kicker-- they rapped about being in love with hittas. Otherwise, they rode the same kind of icily sociopathic beats from the same producers as any other drill rappers, and came across equally as tough." Vrouwelijke drillers combineren geweld en liefde in hun teksten. Volgens drillster Katie Got Bandz verwachten mannen niet dat vrouwen zouden rappen over drillen: "It’s different because males wouldn’t expect a female to rap about drilling. (...) They used to females selling themselves."

## Vermeende aanzet tot geweld
In 2018 gingen de Metropolitan Police (de Met) in Londen en Google een samenwerkingsverband aan om videoclips met drill van YouTube te verwijderen. Volgens toenmalig police commissioner Cressida Dick verheerlijkt de muziekstijl geweld en roepen de videoclips op tot bendeoorlogen. Critici wijzen erop dat ook andere muziekstijlen en andere video's op YouTube gewelddadig van aard zijn. Roisin Lanigan van i-D noemt het selectief om de schuld voor gewelddadige misdaden bij drill te leggen: "To blame drill music for violent crime while ignoring the dearth of non-musical violent material online is selective at best, and myopic at worst".
Fans en artiesten zeggen dat drill een creatieve uiting is van hun ervaringen in het dagelijkse leven en dat het geweld gevoed wordt door onderliggende oorzaken, niet door de muziek. In een interview in 2018 met The Guardian gaf MC Abra Cadabra aan dat bezuinigingen op onderwijs, jeugdcentra, volkshuisvesting en tegemoetkomingen het leven moeilijk maken en dat de schuld bij musici leggen een afleiding is.
Onderzoek naar het subgenre UK drill, uitgevoerd aan het University College London door Bennett Kleinberg en Paul McFarlane, heeft niet aangetoond dat de muziek aanzet tot bendegerelateerd geweld. Ze bestudeerden de liedteksten tussen december 2013 en november 2018 en concludeerden dat, hoewel nog altijd negatief, de toon in de loop der tijd wat positiever is geworden. Tegelijk keken ze naar moord, beroving en geweld met persoonlijk leed tot gevolg in dezelfde periode. Er werd geen correlatie aangetroffen. In de conclusie van een onderzoek naar de relatie tussen drill en geweld, uitgevoerd door Adam Lynes en Craig Kelly van de Universiteit van Birmingham, wordt onderstreept dat het leven van hiphopartiesten niet schuldig is aan een stijging in geweldsdelicten. Hiphop, en daardoor ook drill, geven inzage in het dagelijkse leven. Drillartiesten zijn af en toe betrokken bij geweld maar dat wordt toegeschreven aan straatcultuur.